# Mertzen
Mertzen település Franciaországban, Haut-Rhin megyében. Lakosainak száma 196 fő (2022. január 1.). Mertzen Saint-Ulrich, Fulleren, Strueth és Hindlingen községekkel határos.

## Népesség
A település népességének változása:
| Lakosok száma | 227  | 224  | 222  | 209  | 202  | 202  | 196  | 192  | 196  |
|               | 2013 | 2015 | 2016 | 2017 | 2018 | 2019 | 2020 | 2021 | 2022 |